# Shaquille Walters
Shaquille Walters (nacido el 19 de octubre de 1997 en Denmark Hill, Londres) es un jugador de baloncesto inglés, que mide 1,98 metros y actualmente juega de alero en el Oviedo Club Baloncesto de la Liga LEB Oro. 

## Trayectoria
Walters es un alero formado en el Lee Academy Prep de Lee (Maine), antes de ingresar en 2017 en la Universidad de Santa Clara, situada en Santa Clara (California), donde jugaría durante la temporada 2017-18 en los Santa Clara Broncos. En 2018, ingresó en la  Universidad Northeastern, situada en Boston, Massachusetts, donde jugó durante cuatro temporadas la NCAA con los Northeastern Huskies, desde 2018 a 2022. En su última temporada universitaria promedia 11,1 puntos, 4,3 rebotes y 2,7 asistencias en 26 encuentros disputados.
Tras no ser drafteado en 2022, el 11 de agosto de 2022, firma por el Oviedo Club Baloncesto de la Liga LEB Oro.